# مونرو فالس (اوهایو)
مونرو فالس(به انگلیسی: Munroe Falls) شهری در ایالت اوهایو کشور ایالات متحده آمریکا است که جمعیت آن در سرشماری سال ۲۰۱۰ میلادی، ۵٬۰۱۲ نفر بوده‌است.